# ×Elyhordeum bowes-lyonii
Elyhordeum bowes-lyonii là một loài thực vật có hoa trong họ Hòa thảo. Loài này được (Melderis) Melderis mô tả khoa học đầu tiên năm 1970.